# サッカーコロンビア代表
サッカーコロンビア代表（サッカーコロンビアだいひょう、スペイン語: Selección de fútbol de Colombia）は、コロンビアサッカー連盟（FCF）によって組織されるコロンビアの男子サッカーのナショナルチームである。

## 歴史

### 黎明期
コロンビアのサッカーは、20世紀初頭に当時南米の経済を支配していたイギリスとの交易を通して伝えられたのが始まりと言われている。マグダレナ川河口の港湾都市バランキージャに最初に伝えられ、1897年にはボゴタで現在のサッカーの規則と似た試合が行われたようである。1914年には、メデジン市内に国内初のサッカークラブが誕生する。1924年にバランキージャで「大西洋サッカー連盟（LFA）」が結成され、コロンビアのサッカーを統括する組織となる。
1931年FIFAに加盟し、1936年に「コロンビアサッカー連盟（FCF）」に名を改めた。1940年代から1950年代にかけて主なサッカークラブが次々と創立された。1948年、10チーム参加のプロリーグがスタートし、ミジョナリオスとインデペンディエンテ・サンタフェがリーグの中心となった。1949年にはチーム数が14に増やされている。
1938年には代表チームが組織され、コロンビア代表として初の国際試合を経験する。同年にはなぜかCONCACAF（北中米カリブ海サッカー連盟） に加盟しているが、結局CONMEBOL（南米サッカー連盟）の一員に落ち着いている。1940年代および50年代は代表の強化がうまくいかず、南米で最下位を争うほどであった。

### 混乱期
1950年に、ミジョナリオスを中心とした新リーグが発足。新リーグには石油・ゴム業界とマスコミ、マフィアがバックについていた。移籍金を払わずに海外の有名選手を獲得できる制度は、低賃金のアルゼンチンやウルグアイから大量に選手を獲得することにつながった。本来払うべき移籍金を選手の年俸に充てられるからである。この時期には、英国からも選手が移籍してきた。名選手アルフレッド・ディ・ステファノを擁するミジョナリオスと、国内外の有力選手が参加する他チームによる新リーグは、当初は盛り上がりを見せるものの、下述するFIFAの措置により、人気下降による運転資金不足に陥る。さらに旧リーグとの引き抜き合戦、隣国アルゼンチンの経済混乱につけ込んだ「クラブ丸ごと引き抜き」工作、代表選出に伴うリーグ間の政争など、健全なサッカー環境とはほど遠いものになった。
FIFAは「南米サッカーの秩序崩壊の引き金になる」として1950年に資格停止、1954年には南米サッカー連盟にコロンビア代表・クラブの排除勧告を出す。1956年にはコロンビアサッカー協会による調停措置により、新リーグが国内を統一するものの、すぐにまた新々リーグが勃興。1959年には新サッカー協会までもが登場し、これにより体制が瓦解した。1960年に南米サッカー連盟よりリベルタドーレス杯定期戦開始に伴う解禁処置を受け、対外試合に復帰するものの、1971年の現コロンビアサッカー協会の大統一まで混乱を続けた。この間、コロンビアは1962年のワールドカップに初出場を果たし、ソビエト連邦と引き分けたものの、ユーゴスラビアに0-5と大敗するなど1分2敗のグループ最下位で大会を終えた。

### 幻のW杯コロンビア大会
1974年、フランクフルトでのFIFA総会で、コロンビアが1986年のワールドカップ開催地になることが決定した。ところが、同時にFIFA会長に就任したジョアン・アヴェランジェがワールドカップの参加国数拡大を選挙公約として当選した経緯があり、それが1982年のスペイン大会での参加国数の16から24への拡大とつながった。経済状況が良好でなく、かつ大国とは言いがたいコロンビアにとっては、24チームでの開催は国力の限界を超えるものだった。スタジアムで警官が発砲して、銃弾を受けた2人を含む4人が死亡した事件が決定打となった。1982年11月にコロンビアサッカー協会は「開催は不能」という回答をFIFAに送り、翌1983年5月、代替開催地として立候補したアメリカ合衆国、カナダ、メキシコの中からメキシコが選ばれ、かくして1986年のワールドカップはメキシコで開催される形となった。

### W杯イタリア大会
こうした中での1980年代、コロンビアサッカーの長き低迷に終止符を打つ稀代のタレントが出現した。カルロス・バルデラマである。チリチリの長金髪という風貌のバルデラマは、フィジカル的にはきわめて平凡ながらも確実なプレイを難なくこなすテクニシャンで、1987年のコパ・アメリカでは3位進出の原動力となり同年の南米最優秀選手に選出された。1990年イタリアW杯の南米予選では、バルデラマやレネ・イギータの活躍もあって、28年ぶりのFIFAワールドカップ出場を決めた。本大会ではユーゴスラビア、西ドイツと同組という厳しい条件下、1勝1分1敗の成績でグループリーグを突破。決勝トーナメント1回戦ではカメルーンと対戦したが、延長戦の末にイギータのミスなどでカメルーンのロジェ・ミラに2ゴールを決められ大会を去った。

### エスコバルの悲劇
1994年W杯アメリカ大会・南米予選でコロンビアは快進撃を続けた。バルデラマをはじめ、フレディ・リンコン、ファウスティーノ・アスプリージャといったタレントを擁し、敵地ブエノスアイレスでアルゼンチンに5-0で圧勝するなどの強さで予選を通過。本大会でもペレが優勝候補に挙げるなどダークホースとして注目のチームとなった。
こうして迎えた本大会だったが、初戦ではゲオルゲ・ハジを擁するルーマニアに1-3で敗れた。2戦目の相手は開催国アメリカであったが、この試合でDFのアンドレス・エスコバルが相手のクロスボールの処理を誤りオウンゴールを献上した。そのまま1-2で敗れたコロンビアの1次リーグ敗退が事実上決定した。そして後難を恐れメンバーの誰もが帰国を拒否する中、「説明する義務がある」として唯一人帰国したエスコバルにはさらなる事態が待ち構えていた。帰国後、メデジン郊外のバーで飲んでいたエスコバルを数人の男女が取り囲んで口論となり、最後には「Gol!（南米のサッカー実況者がゴールシーンで絶叫する台詞）」という言葉と共に12発の銃弾を撃ち込まれ、エスコバルは射殺された。

### 「エスコバルの悲劇」後
1998年のワールドカップ・フランス大会には3大会連続出場を果たしたものの、1勝2敗でグループリーグ突破はならなかった。その次の3大会はあと一歩の所で本選出場を果たすことができなかった。2001年の自国開催のコパ・アメリカでは初優勝を果たす。2006年、エルソン・ベセラがナイトクラブで口論となった末に射殺された。またも繰り返された悲劇に「エスコバルの悲劇の再来」と呼ばれた。同年、ブラジルと並び2014年のFIFAワールドカップの開催地に立候補し、ブラジルの競争相手に名乗りを上げるも、開催地には選出されなかった。立候補の背景にはコロンビア大統領であるアルバロ・ウリベの意向が反映されていた。

### W杯ブラジル大会
バルデラマの引退後は低迷が続き、ワールドカップにおいても1998年フランス大会の出場を最後に予選敗退が続いていた。しかし、ラダメル・ファルカオやハメス・ロドリゲスなど世界トップレベルのタレントが続々と現れたことで再び強豪チームとなり、2014年ブラジル大会では強豪ぞろいの南米予選を2位で突破して4大会ぶりの出場を果たした。
大会のグループリーグではグループCに入るが、南米予選で9得点を挙げたファルカオが1月に所属クラブの試合で負った怪我から回復せず最終的に代表に選ばれなかったにもかかわらず、ハメスらの活躍で初戦のギリシャ戦を3-0、続くコートジボワール戦も2-1で連勝し、グループリーグ最終戦の日本戦を待たずに1990年大会以来2度目となる決勝トーナメント進出を決めた。なお、日本戦は4-1で大勝し勝ち点9、グループ1位で通過した。決勝トーナメントでは1回戦のウルグアイに2-0で勝利し、準々決勝のブラジルに1-2で敗れたもののチーム初のベスト8という成績を残し、決勝戦後に行われた各賞発表で「フェアプレー賞」を受賞した。なお、個人としてはハメスが得点王となった。

### W杯ロシア大会
2018 FIFAワールドカップでは、主将のハメスを怪我で欠いたままグループHに入り、初戦で再び日本と対戦することになった。試合はカルロス・サンチェスが開幕3分にペナルティエリア内でハンドを犯し退場となった影響もあり、前半の6分に香川真司にPKを決められた。その後、フリーキックを獲得してフアン・キンテロのゴールで1-1の同点に迫るが、防戦一方となった後半の28分、大迫勇也にヘディングで決められ、1-2で敗れた。なお、FIFAワールドカップの試合で南米勢がアジア勢に敗れたのはコロンビアが初めてであった。2戦目のポーランド戦では3-0と勝利を収め、今大会初白星を挙げた。3戦目のセネガル戦では後半の74分にジェリー・ミナのゴールで1-0と勝利してグループ1位で通過した。
また、1998年大会以降は初戦敗退でグループリーグ通過したチームはシード国（第1ポット）であるか初戦の相手がシード国のいずれかの条件を満たしていたが、コロンビアは初めて両条件を満たさずに通過した初のチームとなった。決勝トーナメント1回戦ではイングランドと対戦し、後半の12分にハリー・ケインのPKで先制されるもアディショナルタイムにミナのゴールで1-1の振り出しに戻した。その後は延長戦でも決着がつかずPK戦にもつれ込むが、4人目のマテウス・ウリベ、5人目のカルロス・バッカが立て続けに失敗し、2大会連続のベスト8進出を逃した。

### 2020年代
2022 FIFAワールドカップ・南米予選では5勝5敗8分で6位に終わり、3大会連続の出場は果たせなかった。

## 成績

### FIFAワールドカップ
| 開催国 / 年 | 成績          | 試       | 勝       | 分       | 負       | 得       | 失       |
| ----------- | ------------- | -------- | -------- | -------- | -------- | -------- | -------- |
| 1930        | 不参加        | 不参加   | 不参加   | 不参加   | 不参加   | 不参加   | 不参加   |
| 1934        | 不参加        | 不参加   | 不参加   | 不参加   | 不参加   | 不参加   | 不参加   |
| 1938        | 棄権          | 棄権     | 棄権     | 棄権     | 棄権     | 棄権     | 棄権     |
| 1950        | 不参加        | 不参加   | 不参加   | 不参加   | 不参加   | 不参加   | 不参加   |
| 1954        | 不参加        | 不参加   | 不参加   | 不参加   | 不参加   | 不参加   | 不参加   |
| 1958        | 予選敗退      | 予選敗退 | 予選敗退 | 予選敗退 | 予選敗退 | 予選敗退 | 予選敗退 |
| 1962        | 1次リーグ敗退 | 3        | 0        | 1        | 2        | 5        | 11       |
| 1966        | 予選敗退      | 予選敗退 | 予選敗退 | 予選敗退 | 予選敗退 | 予選敗退 | 予選敗退 |
| 1970        | 予選敗退      | 予選敗退 | 予選敗退 | 予選敗退 | 予選敗退 | 予選敗退 | 予選敗退 |
| 1974        | 予選敗退      | 予選敗退 | 予選敗退 | 予選敗退 | 予選敗退 | 予選敗退 | 予選敗退 |
| 1978        | 予選敗退      | 予選敗退 | 予選敗退 | 予選敗退 | 予選敗退 | 予選敗退 | 予選敗退 |
| 1982        | 予選敗退      | 予選敗退 | 予選敗退 | 予選敗退 | 予選敗退 | 予選敗退 | 予選敗退 |
| 1986        | 予選敗退      | 予選敗退 | 予選敗退 | 予選敗退 | 予選敗退 | 予選敗退 | 予選敗退 |
| 1990        | ベスト16      | 4        | 1        | 1        | 2        | 4        | 3        |
| 1994        | 1次リーグ敗退 | 3        | 1        | 0        | 2        | 4        | 5        |
| 1998        | 1次リーグ敗退 | 3        | 1        | 0        | 2        | 1        | 3        |
| 2002        | 予選敗退      | 予選敗退 | 予選敗退 | 予選敗退 | 予選敗退 | 予選敗退 | 予選敗退 |
| 2006        | 予選敗退      | 予選敗退 | 予選敗退 | 予選敗退 | 予選敗退 | 予選敗退 | 予選敗退 |
| 2010        | 予選敗退      | 予選敗退 | 予選敗退 | 予選敗退 | 予選敗退 | 予選敗退 | 予選敗退 |
| 2014        | ベスト8       | 5        | 4        | 0        | 1        | 12       | 4        |
| 2018        | ベスト16      | 4        | 2        | 1        | 1        | 6        | 3        |
| 2022        | 予選敗退      | 予選敗退 | 予選敗退 | 予選敗退 | 予選敗退 | 予選敗退 | 予選敗退 |
| 合計        | 出場6回       | 22       | 9        | 3        | 10       | 32       | 29       |

### FIFAコンフェデレーションズカップ
- 2003 - 4位

### コパ・アメリカ
- 1916 - 不参加
- 1917 - 不参加
- 1919 - 不参加
- 1920 - 不参加
- 1921 - 不参加
- 1922 - 不参加
- 1923 - 不参加
- 1924 - 不参加
- 1925 - 不参加
- 1926 - 不参加
- 1927 - 不参加
- 1929 - 不参加
- 1935 - 不参加
- 1937 - 不参加
- 1939 - 不参加
- 1941 - 不参加
- 1942 - 不参加
- 1945 - 5位
- 1946 - 棄権
- 1947 - 8位
- 1949 - 8位

- 1953 - 棄権
- 1955 - 棄権
- 1956 - 棄権
- 1957 - 5位
- 1959 - 棄権
- 1959 - 棄権
- 1963 - 7位
- 1967 - 予選敗退
- 1975 - 準優勝
- 1979 - グループリーグ敗退
- 1983 - グループリーグ敗退
- 1987 - 3位
- 1989 - グループリーグ敗退
- 1991 - 4位
- 1993 - 3位
- 1995 - 3位
- 1997 - ベスト8
- 1999 - ベスト8
- 2001 - 優勝
- 2004 - 4位
- 2007 - グループリーグ敗退

- 2011 - ベスト8
- 2015 - ベスト8
- 2016 - 3位
- 2019 - ベスト8
- 2021 - 3位

## 歴代監督
- カルロス・ビラルド 1980-1981
- エフライン・サンチェス 1983-1984
- ガブリエル・オチョア 1985
- フランシスコ・マツラナ 1987-1990
- ルイス・アウグスト・ガルシア 1991
- ウンベルト・オルティス 1992
- フランシスコ・マツラナ 1993-1994
- エルナン・ダリオ・ゴメス 1995-1998
- ハビエル・アルバレス 1998-2000
- ルイス・アウグスト・ガルシア 2000-2001
- フランシスコ・マツラナ 2001
- レイナルド・ルエダ 2002
- フランシスコ・マツラナ 2002-2003
- レイナルド・ルエダ 2004-2006
- ホルヘ・ルイス・ピント 2006-2008
- エドゥアルド・ララ・ロサーノ 2008-2009
- エルナン・ダリオ・ゴメス 2010-2011
- レネオル・アルバレス 2011
- ホセ・ペケルマン 2012-2018
- カルロス・ケイロス 2019-2020
- レイナルド・ルエダ 2021-2022
- ネストル・ロレンソ 2022-

## 歴代選手

### W杯の大会メンバー
- 1962 FIFAワールドカップ参加チーム（英語版）
- 1990 FIFAワールドカップ参加チーム
- 1994 FIFAワールドカップ参加チーム
- 1998 FIFAワールドカップ参加チーム
- 2014 FIFAワールドカップ参加チーム
- 2018 FIFAワールドカップ参加チーム

### 主な代表選手
| - GK - レネ・イギータ 1987-1999 - オスカル・コルドバ 1993-2009 - ファリド・モンドラゴン 1993-2014 - ミゲル・カレロ 1995-2009 - ダビド・オスピナ 2007- | - DF - ルイス・カルロス・ペレア 1987-1994 - ルイス・フェルナンド・エレーラ 1987-1996 - アレクシス・メンドーサ 1987-1997 - アンドレス・エスコバル 1988-1994 - ホルヘ・ベルムデス 1995-2001 - イバン・コルドバ 1997-2011 - マリオ・ジェペス 1999-2014 - ルイス・ペレア 2002-2014 - フアン・スニガ 2005-2015 - クリスティアン・サパタ 2007- - パブロ・アルメロ 2008- |

| - MF - アルフォンソ・カニョン 1966-1973 - ウィリングトン・オルティス 1973-1985 - カルロス・バルデラマ 1985-1998 - ガブリエル・ゴメス 1985-1995 - リオネル・アルヴァレス 1985-1997 - フレディ・リンコン 1990-2001 - マウリシオ・セルナ 1993-2001 - アロルド・ロサーノ 1993-2003 - ファビアン・バルガス 1999-2009 - アベル・アギラール 2004- - フレディ・グアリン 2006- - マクネリー・トーレス 2007- - カルロス・サンチェス 2007- - フアン・クアドラード 2010- | - FW - アルフレッド・ディ・ステファノ 1951-1952 - アルノルド・イグアラン 1979-1993 - アントニー・デ・アビラ 1983-1998 - イバン・バレンシアーノ 1991-2000 - アドルフォ・バレンシア 1992-1998 - ファウスティーノ・アスプリージャ 1993-2001 - ビクトル・アリスティサバル 1993-2003 - フアン・パブロ・アンヘル 1995-2005 - ウーゴ・ロダジェガ 2005-2011 - ラダメル・ファルカオ 2007- - アドリアン・ラモス 2008- - テオフィロ・グティエレス 2009- - ジャクソン・マルティネス 2009-2015 - カルロス・バッカ 2010- - ハメス・ロドリゲス 2011- |

## 歴代記録
| 位 | 名前                         | 試合数 | 得点数 | 期間      |
| -- | ---------------------------- | ------ | ------ | --------- |
| 1  | ダビド・オスピナ             | 128    | 0      | 2007-     |
| 2  | フアン・クアドラード         | 116    | 11     | 2010-     |
| 3  | カルロス・バルデラマ         | 111    | 11     | 1985-1998 |
| 4  | ラダメル・ファルカオ         | 104    | 36     | 2007-     |
| 5  | マリオ・ジェペス             | 102    | 6      | 1999-2014 |
| 6  | リオネル・アルヴァレス       | 101    | 1      | 1985-1997 |
| 7  | ハメス・ロドリゲス           | 100    | 27     | 2011-     |
| 8  | カルロス・サンチェス・モレノ | 88     | 0      | 2007-2018 |
| 9  | フレディ・リンコン           | 84     | 17     | 1990-2001 |
| 10 | ルイス・カルロス・ペレア     | 78     | 2      | 1987-1994 |

| 位 | 名前                             | 得点数 | 試合数 | 期間      | 得点率 |
| -- | -------------------------------- | ------ | ------ | --------- | ------ |
| 1  | ラダメル・ファルカオ             | 36     | 104    | 2007-     | 0.403  |
| 2  | ハメス・ロドリゲス               | 27     | 100    | 2011-     | 0.339  |
| 3  | アルノルド・イグアラン           | 25     | 68     | 1979-1993 | 0.368  |
| 4  | ファウスティーノ・アスプリージャ | 20     | 57     | 1993-2001 | 0.351  |
| 5  | フレディ・リンコン               | 17     | 84     | 1990-2001 | 0.202  |
| 6  | カルロス・バッカ                 | 16     | 52     | 2010-2018 | 0.318  |
| 7  | ビクトル・アリスティサバル       | 15     | 66     | 1993-2003 | 0.227  |
| 7  | テオフィロ・グティエレス         | 15     | 51     | 2009-2017 | 0.294  |
| 9  | アドルフォ・バレンシア           | 14     | 37     | 1992-1998 | 0.378  |
| 10 | イバン・バレンシアーノ           | 13     | 29     | 1991-2000 | 0.448  |
| 10 | アントニー・デ・アビラ           | 13     | 54     | 1983-1998 | 0.241  |